# Études sur le combat
Études sur le combat ist eine militärtheoretische Schrift des französischen Colonel Charles Ardant du Picq. Die nie komplett fertiggestellte Studie untersuchte die Gründe für die Niederlage der französischen Armee im Deutsch-Französischen Krieg von 1870 bis 1871. Ardant du Picq hatte zu Lebzeiten bereits Veröffentlichungen zu antiken Studien getätigt. Diese wurden dann mit seinen im Nachlass gefundenen Auswertungen zum Deutsch-Französischen Krieg gemeinsam 1880 veröffentlicht. 
Im Mittelpunkt der Studie steht die Kampfmoral der Soldaten. So geht der Autor davon aus, dass durch die technische Entwicklung das direkte Duell von Soldaten nicht mehr der Regelfall ist. Da die Soldaten keinen direkten Feindkontakt mehr haben, ist der unbedingte Wille zum Sieg der entscheidende Faktor. Die größten Verluste hätten die französischen Soldaten bei ungeordneten Rückzügen erlitten, so dass der Angriff bis zum Äußersten als Garant für den Sieg und für eine geringere Anzahl von Opfern führen würde. Die Schrift war enorm einflussreich und bestimmte die französische militärische Ausbildung der École militaire bis zum Ersten Weltkrieg maßgeblich. Unter Ferdinand Foch avancierte das Buch zum Standardwerk für die Ausbildung der französischen Offiziere und Soldaten. 